# Vlag van Vlodrop

Vlag van de gemeente Vlodrop
(1983-1991)

De vlag van Vlodrop is op 17 maart 1983 bij raadsbesluit vastgesteld als de gemeentelijke vlag van de gemeente Vlodrop in de Nederlandse provincie Limburg. Sinds 1 januari 1991 is de vlag niet langer als gemeentevlag in gebruik omdat de gemeente Vlodrop toen opging in de gemeente Roerdalen. De vlag kan als volgt worden beschreven:
Over de broekdiagonaal gedeeld in geel en blauw, met op de scheiding een rode baan met een breedte van 1/5 van de vlaghoogte, beladen met een ten minste viermaal gegolfde witte baan met een breedte van 1/20 van de vlaghoogte.
De kleuren zijn ontleend aan het gemeentewapen. De golflijn stelt de Roer voor, die Vlodrop scheidde van Melick en Herkenbosch.

## Verwante afbeelding

Wapen van Vlodrop

Ambt Montfort 
· Amby 
· Arcen en Velden 
· Baexem 
· Beegden 
· Belfeld 
· Bemelen 
· Berg en Terblijt 
· Bocholtz 
· Born 
· Broekhuizen 
· Cadier en Keer 
· Echt 
· Eijsden 
· Elsloo 
· Eygelshoven 
· Geleen 
· Grathem 
· Grubbenvorst 
· Haelen 
· Heel 
· Heel en Panheel 
· Heer 
· Helden 
· Herten
· Heythuysen 
· Hoensbroek 
· Horn 
· Horst 
· Hulsberg 
· Hunsel 
· Kessel 
· Klimmen 
· Limbricht 
· Linne 
· Maasbracht 
· Maasbree 
· Margraten 
· Meerlo-Wanssum 
· Meijel 
· Melick en Herkenbosch 
· Montfort 
· Munstergeleen 
· Neer 
· Nieuwenhagen 
· Nieuwstadt 
· Nuth 
· Ohé en Laak 
· Onderbanken 
· Ottersum 
· Posterholt 
· Roggel 
· Roggel en Neer 
· Schaesberg 
· Schinnen 
· Sevenum 
· Sint Odiliënberg 
· Sittard 
· Stevensweert 
· Stramproy 
· Susteren 
· Swalmen 
· Tegelen 
· Thorn 
· Ubach over Worms 
· Ulestraten 
· Urmond 
· Valkenburg-Houthem 
· Vlodrop 
· Wessem 
· Wittem